# Туоро сул Тразимено
Туо̀ро сул Тразимѐно (на италиански: Tuoro sul Trasimeno) е малко градче и община в Централна Италия, провинция Перуджа, регион Умбрия. Разположено е на 309 m надморска височина, на северния бряг на Тразименското езеро. Населението на общината е 3889 души (към 2010 г.).